# Lophanthus pinetorum
Lophanthus pinetorum là một loài thực vật có hoa trong họ Hoa môi. Loài này được (Aitch. & Hemsl.) Levin mô tả khoa học đầu tiên năm 1941.